# Deltochilum sextuberculatum
Deltochilum sextuberculatum är en skalbaggsart som beskrevs av Bates 1870. Deltochilum sextuberculatum ingår i släktet Deltochilum och familjen bladhorningar. Inga underarter finns listade i Catalogue of Life.